# Hoplistocerus dives
Hoplistocerus dives là một loài bọ cánh cứng trong họ Cerambycidae.